# Куркиёки
Куркиёки (старое русское название — Кирьяж, Кирьяжский погост; также Куркийоки, от фин. Kurkijoki (журавлиная река), Кроноборг, от швед. Kronoborg (королевская крепость)) — посёлок (бывший город), административный центр Куркиёкского сельского поселения Лахденпохского района в составе Республики Карелия в России.
Кирьяжский погост известен со времён Новгородской первой летописи младшего извода, отчего посёлок получил статус исторического поселения.

## Общие сведения
Расположен в Северном Приладожье, на автомобильной дороге А129, на побережье Куркийокского залива Ладожского озера. Этот залив относится к так называемым шхерам (последствия прохода ледника).
Вплотную примыкает к национальному парку «Ладожские шхеры».

## Население
| 2002 | 2009 | 2010 | 2013 |
| ---- | ---- | ---- | ---- |
| 1061 | ↘986 | ↘944 | ↘933 |

## История

### Новгородская земля
О древности поселений в районе Куркиёки говорит обилие археологических памятников. В частности, рядом расположены городища Хямеенлахти, Ранталиннамяки (Корписаари), Лопотти, Яамяки, которые, согласно предположениям археологов, находились здесь в XII—XIV веках. В 1886 году неподалёку от Куркиёки, в деревне Кууппала на берегу залива Хямеенлахти, был найден клад серебряных монет XI века.
Первым упоминанием Куркиёки считают запись в Новгородской первой летописи младшего извода под 1396 годом:
В лето 6904 (1396) Пришедше Немци в Корельскую землю и повоеваша 2 погоста: Кюрьескый и Кюлоласкый, и церковь сожгоша; и князь Костянтинъ с Корелою гнася по них, и языкъ изима и присла в Новъгород
Следуя этому летописному сообщению, в 1996 году посёлок отмечал 600-летие.
До заключения Столбовского мирного договора территория относилась к Корельской половине Водской пятины и входила в Богородицкий Кирьяжский погост Карелии.

### Шведское королевство (1617—1721)

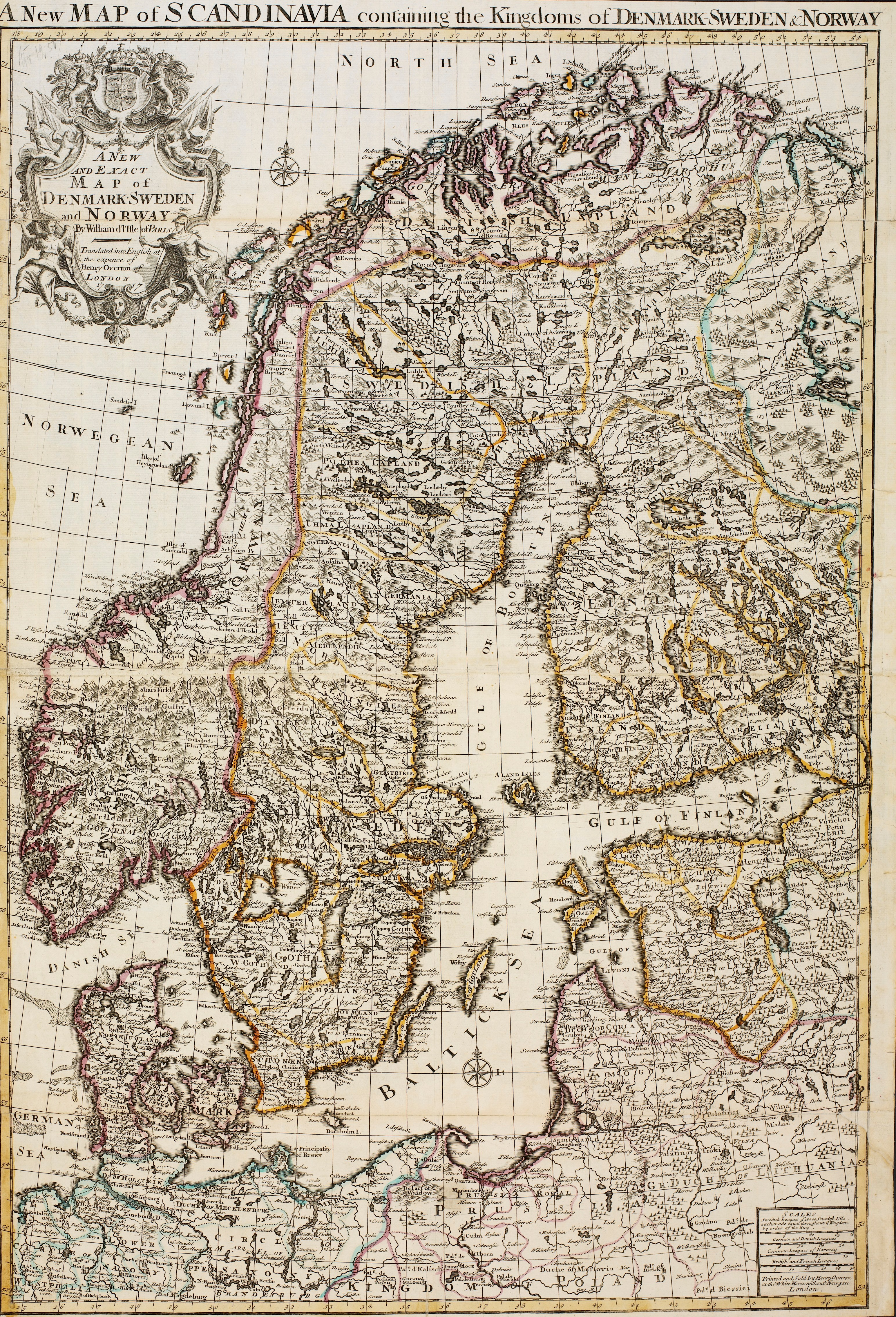
Карта Северной Европы. 1717

В 1617 году между Русским царством (царь Михаил Фёдорович) и Шведским королевством (король Густав II Адольф) был заключён Столбовский мир, завершивший русско-шведскую войну. Территория отошла к Швеции.
В 1630 году из Куркиёкского погоста был выделен Яккимский приход. В 1634 году был образован Кексгольмский лен.
В 1656 году Русское царство предприняло попытку отвоевать территории, отошедшие к Швеции по Столбовскому миру. В начале русско-шведской войны 1656—1658 годов, осенью 1656 года, Куркиёки заняли русские войска. Также с июля по сентябрь русские войска численностью 2500 человек безуспешно осаждали близлежащую крепость Кексгольм. После ухода русских войск, шведы прошли по Ладожскому побережью, сжигая православные церкви, разоряя дома православных карел, уничтожая скот. Так в Куркиёки была разрушена церковь Пресвятой Богородицы.
20 мая 1668 года по ходатайству графа Туура Оксенштерна (швед. Ture Oxenstierna), Куркиёки получил статус торгового города и название — Кроноборг (швед. Kronoborg). В то время официальные документы в городе составлялись на трёх языках — шведском, русском и немецком. Причём здесь остался православный приход и православная церковь неподалёку — в Тиурула. Это произошло потому, что в Тиурула были земли православного боярина Родиона Лукьяновича Лобанова, перешедшего на службу к шведам. Но это было исключением, из Куркиёкского погоста в эти времена бежала 481 семья православных карел.

Финский герб

По результатам Северной войны в 1721 году согласно заключённому Ништадтскому мирному договору Швеция передала России среди прочих земель и юго-восточную часть Кексгольмского лена (см. Старая Финляндия).

### Российская империя (1721—1917)
Кронебург (Куркийоки) оказался в составе созданной составе Санкт-Петербургской губернии Выборгской провинции.
В июле 1743 года императрица Елизавета Петровна даровала в наследственную собственность графу М. И. Воронцову волости Куркиёки, Яккима и Париккала.
В 1744 году Выборгская провинция была отнесена к новой Выборгской губернии. Город вошёл в состав Кексгольмского уезда.
В 1750-х годах на средства графа М. И. Воронцова была построена лютеранская церковь в Куркиёки. После смерти графа М. И. Воронцова земли принадлежали разным наследникам по линии Воронцовых-Скавронских.

Академик Николай Яковлевич Озерецковский в своей книге «Путешествие по озёрам Ладожскому и Онежскому», вышедшей в 1788 году, приводит следующие сведения о посёлке: 
К Сердобольской округе принадлежат восемь погостов, в которых жителей, состоящих в подушном окладе, по последней переписи считается 15 837 человек, а именно: ... В Якимварском погосте — 3803 ... Из сих погостов Сердобольский, часть Рускальского, Имбилацкий, Соярвский и Якимварский — государевы... Погосты (кирхшпиль), прилежащие к берегу Ладожского озера от Кексгольма до Сердоболя, суть следующие: первый Гидола, второй Кронебург или Куркийоки (журавлиная река); оба сии причисляются к Кексгольмской округе; третий погост Якимвары, ближайший к Сердоболю, к округе которого и принадлежит..

#### Великое княжество Финляндское
С 1812 года Выборгская губерния вошла в состав Великого княжества Финляндского. Кексгольмский уезд был разделён на три: Верхне-Кексгольмский, Средне-Кексгольмский и Южно-Кексгольмский. Средне-Кексгольмский уезд Выборгской губернии подразделялся на 3 кирхшпиля: Кроноборгский (Куркийоки), Парикала, Яхимвара.
С 1828 года Куркиёки и Якимвары (ныне — Лахденпохья) перешли к графу А. Г. Кушелеву-Безбородко.
К началу XX века Средне-Кексгольмский уезд был переименован в Кроноборгский уезд.

### СССР
После Зимней войны согласно подписанному 12 марта 1940 года Московскому договору бо́льшая часть Выборгской губернии была передана СССР. В СССР полученная территория 31 марта 1941 года была разделена — между Карельской Автономной ССР и Ленинградской областью. Карельской Автономной ССР отошла северная и бо́льшая часть новых территорий, а республика была преобразована в Карело-Финскую ССР.
Указом Верховного Совета Карело-Финская ССР от 9 июля 1940 года на новой территории образовано 7 административных районов: Выборгский, Кексгольмский, Куркийокский, Питкярантский, Сортавальский, Суоярвский и Яскинский. Куркийокский район был образован с центром в посёлке Куркийоки.
С августа 1941 во время Советско-финской войны 1941—1944 годов территорию посёлка заняли силы армии Финляндии. Финскому населению, проживавшему здесь до эвакуации 1939 года, было разрешено вернуться на родину. После завершения 19 сентября 1944 года Советско-финской войны 1941—1944 годов согласно заключённому Московскому перемирию было восстановлено действие Московского договора 1940 года — к СССР отошла та же территория, что была определена Московским договором в 1940 году.
20 января 1945 года административный центр района перенесён из Куркийоки в Лахденпохья.
После 1957 года наряду с названием Куркийоки появилось Куркиёки.

## Культура
Действует муниципальное учреждение культуры Куркиёкский краеведческий центр, созданный в 1999 году.

## Религия
1 ноября 2013 года прошло первое совещание по поводу строительства новой церкви на территории посёлка.

## Достопримечательности

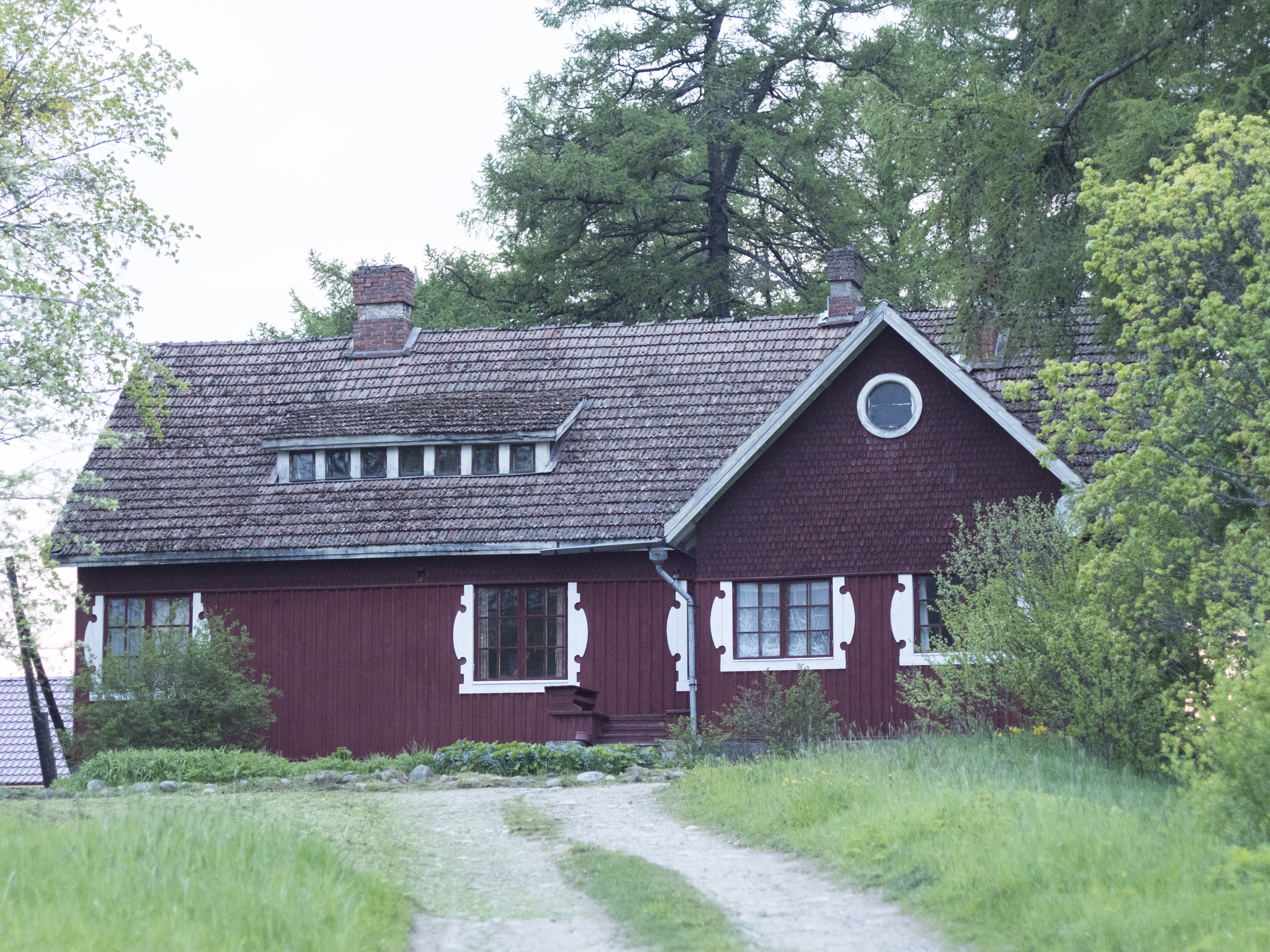
усадьба Ларса Сонка (Совхозная ул., 1)

В поселке сохранилась усадьба Ларса Сонка — единственная сохранившаяся в России постройка знаменитого финского архитектора. В 2002 году она получила статус памятника архитектуры регионального значения. В 2014 году состоялось официальное открытие арт-резиденции «Усадьба Сонка» в рамках реализации программы «Калитка в Карелию». Работает небольшой музей и отель.

##### Памятники архитектуры
- Дом жилой (Совхозная ул., д. 1) — начало XX в.

##### Выявленные объекты архитектуры
- Здание банка (ул. Ленина, д. 12) — кон. XIX в.
- Скотный двор — нач. XX в.

##### Выявленные объекты истории
- Братская могила советских воинов отступавших через остров Кильпола и сражавшихся в Куркийокском районе— 1941 г.

##### Памятники археологии
- Городище Куркийоки-Лопотти XIV—XVI вв. (зап. окраина, к югу от р. Рахоланйоки, на горе Лопотти) — является объектом культурного наследия федерального значения

##### Выявленные объекты археологии
- Могильник Линнамяки-Лопотти (Кауппакюля-Лопотти) — X век (южный склон горы Линнавуори, в 30—40 м к северо-западу от бывшего здания совхоза). Обнаружен случайно в 1882 году при строительстве дороги[26]
- Могильник Сяккимяки (Кауппакюля-Лопотти-Сяккимяки) — XII—XIV вв. (юго-восточный склон возвышенности Сяккимяки)
- Селище Кроноборг — 2 пол. XVII — нач. XVIII вв. (на клиновидном мысе, образованном при слиянии рек Рахоланъёки и Хейъёки)
- Селище Рахоланъёки — XV—XVII вв. (на правом берегу р. Рахоланъёки)[27]

## Известные уроженцы и жители
- Лаури Кристиан Реландер (1883—1942) — второй президент Финляндии (1925—1931) от партии Аграрный союз. Родился в Куркиёки в 1883 году
- Вейкко Хакулинен (1925—2003) — финский лыжник, трёхкратный олимпийский чемпион и трёхкратный чемпион мира. Родился в Куркиёки в 1925 году
- Александра Грипенберг (1857—1913) — финский общественный деятель, писатель, редактор, издатель газеты, избранный политик, и была ведущим голосом в рамках движения за права женщин в Финляндии на рубеже 20-го века. Родилась в Куркиёки в 1857 году
- Одерт Себастьян Грипенберг (1850—1925) — барон, финский архитектор, сенатор и управляющий банком. Был директором Финского сберегательного банка в Хельсинки. Спроектировал более 60 исторических зданий. Был генеральным директором Главного управления общественных зданий (1887—1904). Брат Александры Грипенберг. Родился в Куркиёки в 1850 году.
- Лев Ги́ршевич Магаза́ник (род. 1931) — советский и российский нейрофизиолог, доктор биологических наук, профессор, академик РАН (2016), лауреат премии имени Л. А. Орбели (2016). В 1955—1957 годах работал главным врачом туберкулезной больницы в поселке Куркиеки Карельской АССР
- Валерий Васильевич Копаев (1954—1979) — советский спортсмен (лыжное двоеборье). Мастер спорта международного класса (1974). Победитель (1977) и призер чемпионата СССР (1974). Участник XII зимних Олимпийских игр в Инсбруке (1976). Родился в Куркиёки в 1954 году
- Густав Арокаллио (1854—1939) — приходской священник и преподобный, который входил в парламент несколько раз в течение 1907 и 1919 годов. Представлял Национальную коалиционную партию . Он занимал должность в Куркиёкском храме в общей сложности 51 год.
- Йоаким Терентьев — православный священник, в 1639 был назначен православным викарием в Куркиёки.
- Вальтер Андерс (1871—1944) — финский судья и член парламента. Куркиёкский окружной судья в 1918—1919
- Людвиг Мунстерхельм (1880—1955) — шведоязычный финский писатель. Автор книг о рыбаловстве, охоте и животных. Закончил Куркиекский сельскохозяйственный институт в 1902 году.
- Вели Рясанен (1888—1953) — финский биолог. Один из самых известных знатоков лишайников. Был преподавателем в Куркиёкском сельскохозяйственном институте в 1921—1940 годах
- Пекка Икяхеймо (1899—1991) — финский агроном и писатель. Окончил Куркиёкский сельскохозяйственный институт в качестве бакалавра природных ресурсов в 1927.
- Тойво Ланкинен (1928—2011) — финский кантор и директор хора. Родился в Куркиёки в 1928 году
- Матти Дальберг (1929—2003) — финский актёр. Родился в Куркиёки в 1929 году[28]
- Тауно Эйкяа (1917—2008) — известный финский органист и пианист. Родился в Куркиёки в 1917 году[29]
- Элиэль Йоханнес Вартиайнен (1875—1973) — финский писатель. Родился в Куркиёки в 1875 году
- Владислав Рябцев (род. 1987) — российский гребец. Чемпион Европы. Родился в Куркиёки в 1987 году
- Александра Фёдорова (род. 1987)— многократный чемпион России по академической гребле, чемпионка Универсиады в Казани, член сборной России, чемпионка Европы, победительница Президентской регаты 2010 года, серебряный призёр первенства России 2010 года[30].
- Анатолий Степанович Фёдоров (1936—2012) — советский и российский спортсмен и тренер по академической гребле, заслуженный тренер СССР. Лучший тренер Карелии (2002). 1974—1984 гг. — старший тренер Центра олимпийской подготовки Ленинграда. Был тренером в школе гребли поселка Куркиеки
- Хейкки Олави Лескинен[фин.] (род.1930) — финский лингвист и почётный профессор. Был адъюнкт-профессором факультета гуманитарных наук Хельсинкского университета с 1966 по 1970 год, профессором финского языка в Университете Ювяскюля с 1967 года. Его исследовательские интересы включают историю звука и формы в прибалтийских финских языках и диалектах финского языка. Родился 10 октября 1930 года в Куркиёки.
- Эйно Тойвиайнен[фин.] (1919—1999) — с 1977 по 1982 год являлся генеральным директором Хельсинкской региональной теплоэнергетической компании. Благодаря Тойвиайнену заслужили признание результаты, достигнутые в развитии централизованного теплоснабжения и связанного с ним комбинированного производства электроэнергии и тепла. Получил звание промышленного советника в 1979 году, а также долгое время был председателем приходского общества Куркиёки, основанного в 1966 году. Родился в Куркиёки в 1919 году.
- Ууно Матти Йоре[фин.] (урожденный Юссилайнен) (1904—1982) — финский писатель. Писал под псевдонимом Илмари Кело. Родился в 1904 году в Куркиёки.
- Рейно Гуннар Марккула[фин.] (1928—1997) — финский музыкант, автор песен и артист. Его основным инструментом был аккордеон, но также играл на гармонике, гитаре и фортепиано. Его самая известная композиция, «Sä kuulut päivään jokaiseen», является одной из самых узнаваемых финских композиций танго.
- Вальдемар Паавилайнен[фин.] (1912—1981) — был управляющим директором Oy V. Paavilainen & Co с 1968 по 1977 год и председателем правления компании до своей смерти. Выйдя на пенсию, Паавилайнен написал две военные книги, основанные на собственном военном опыте. Родился в Куркиёки в 1912 году.
- Аку Ряккёляйнен[фин.] (1911—2004) — финский спринтер и бегун на средние дистанции, чемпион Финляндии в беге на 400 метров 1935 и 1938 годов, серебряный призёр 1937 и 1939 годов. Родился в Куркиёки в 1911 году.
- Кости Мериляйнен (1886—1938) — финский график, живописец и карикатурист. Писал пейзажи и портреты, но его сильным жанром была графика, особенно офорт. Его графическая продукция насчитывает около 200 работ. Участвовал в выставках в составе группы художников «Marraskuun ryhmä». Кроме того, он получал дополнительный доход как иллюстратор и карикатурист. Его карикатуры публиковались в Kurikka и Tuulispää. Родился в Куркиёки в 1886 году.
- Тойво Инто Йоханнес Рясянен[фин.] (1925—2002) — финский гребец. Представлял Финляндию на Олимпийских играх 1952 года в восьмерке по академической гребле. Родился в Куркиёки в 1925 году.
- Антеро Корйонен[фин.] (1863—1937) — так же известен как Антеро Канерва. Финский писатель. родился в 1863 году в Куркиёки.
- Райя Ройвайнен[фин.] (род. 1938) — финская певица и учитель пения. Она давала концерты в Финляндии с Pentti Koskimies, а также за границей, в США и Великобритании. Десятилетиями работала учителем пения в консерватории Тампере и воспитала ряд финских певцов, таких как Пентти Хиетанен. В 2004 году опубликовала книгу «Невыносимая легкость пения» которая была переведена на английский язык. Родилась в Куркиёки в 1938 году.
- Берндт Отто Нималм (1819—1887) — финский геодезист, занимавший пост генерального директора Национальной земельной службы Финляндии. Родился в Куркиёки в 1819 году.
- Эльза Аренто[фин.], урожденная Каартинен (1915—2005) — финский парикмахер, которая считается первым знаменитым парикмахером Финляндии. Создала сеть парикмахерских в Хельсинки, в которую входило несколько магазинов. В 1956 году выиграла первый чемпионат Финляндии по парикмахерскому искусству. Она долгое время была парикмахером конкурса «Мисс Финляндия», писала об уходе за волосами в журнале Eeva и появлялась в телешоу «Королева парикмахеров». Родилась в 1915 году в Куркиёки.
- Кауко Эрик Кокко[фин.] (1923—2016) — финский архитектор и доктор технических наук. Был главным архитектором Строительного управления Финляндии с 1959 по 1975 год. Родился в Куркиёки в 1923 году.
- Раймо Пертти Илмари Монто[фин.] (1936—2015) — финский журналист. Главный редактор крупнейшего финансового еженедельника в странах Северной Европы — Talouselämä[фин.] (1983—2010). Родился в Куркиёки в 1936 году.
- Пекка Кийтинен[фин.] (1906—1974) — финский фотограф и журналист. Фотографировал сельскую жизнь и людей в Куркиёки и других местах Финляндии в 1930-х и 1940-х годах. Кийтинен также был журналистом и редактором книг. Фотоколлекция из около 50 000 фотографий находится в коллекции этнографических изображений Национальной галереи Финляндии. Родился в Куркиёки в 1906 году.
- Улоф Энкель[фин.] (1900—1989) — финско-шведский писатель и литературовед. Был профессором шведской литературы в Хельсинкском университете с 1950 по 1967 год. Родился в Куркиёки в 1900 году.
- Эско Олави Хонканен[фин.] (1925—2010) — финский педагог, журналист и писатель. Он также использовал псевдоним Джуни Кайто. Написал 16 молодежных книг и сборник стихов. Был основателем журнала Vuosaari и главным редактором с 1965 по 2000 год. Родился в Куркиеки в 1925 году.